# バレーボールフィリピン女子代表
バレーボールフィリピン女子代表は、バレーボールの国際大会で編成されるフィリピンの女子バレーボールナショナルチームである。

## 歴史
1951年に国際バレーボール連盟へ加盟。1974年世界選手権に初出場し18位。アジア選手権は初出場の1983年アジア選手権で5位と健闘し、チームの最高成績となっている。1993年日本バレーボール協会特命コーチとして大西努が男女ナショナルチーム監督として指導。中学生レベルのナショナルチームを基礎から指導し、アジア太平洋CUP、プリンセスCUP等の大会に出場させナショナルチームのレベルアップに寄与する。特に、バレーボールに取り組む姿勢(心)や規律は目覚ましく進化し、協会役員や指導者の意識改革を激変させる。

## 過去の成績

### オリンピックの成績
- 出場なし

### 世界選手権の成績
1952年から1970年まで出場なし
| - 1974年 - 18位 - 1978年 - 不出場 - 1982年 - 不出場 - 1986年 - 不出場 - 1990年 - 不出場 - 1994年 - 不出場 | - 1998年 - アジア予選敗退 - 2002年 - 不出場 - 2006年 - アジア予選敗退 - 2010年 - 不参加 |  |

### アジア選手権の成績
- 1983年 - 5位
- 1991年 - 13位
- 1993年 - 13位
- 1995年 - 8位
- 1997年 - 8位
- 2003年 - 8位
- 2005年 - 9位
- 2007年 - 不出場
- 2009年 - 不出場
- 2011年 - 不出場
- 2013年 - 11位
- 2015年 - 12位
- 2017年 - 8位